# Dąbrowa Górna (Basse-Silésie)
Pour les articles homonymes, voir Dąbrowa Górna.
Dąbrowa Górna est une localité polonaise de la gmina et du powiat de Lubin en voïvodie de Basse-Silésie.